# Gudrun Steenberg
Gudrun Elisabeth Steenberg (født 21. maj 1914 i Gøteborg, død 2. marts 1998 i København) var en svensk-dansk billedhugger og arkitekt. 
Gudrun Steenberg var datter af ingeniør Charles Steenberg (1873–1962) og Ann-Mari Hendén (1890-1979). Hun debuterede på Kunstnernes Efterårsudstilling i 1939.
Gudruns Stenbjergs hovedværk er hendes arbejde i Tibble kirke i Täby kommune, Stockholms län, hvor hun blandt andet lavede det af mosaikglasvægge indrammede kirkerum sammen med sin mand Mogens Jørgensen og Göran Kjessler.
Hun fik Eckersbergmedaljen 1982.
Gudrun Steenberg blev gift med maleren Mogens Jørgensen i 1944.

## Udvalgte værker
- Alterkors af støbejern i Mårslet kirke udenfor Århus
- Alterkorset af fyr i Tibble kirke i Täby kommune i Sverige.
- Tårnskulpturen, 1981, torvet i Lynge i Allerøds kommune
- Tårnskulpturen, 2000, i Køge

## Udvalgt bibliografi
- Mogens Jørgensen og Gudrun Steenberg: Billedkunst i arkitektur, Kunstmuseet Køge Skitsesamling, 1990